# Zlatopramen

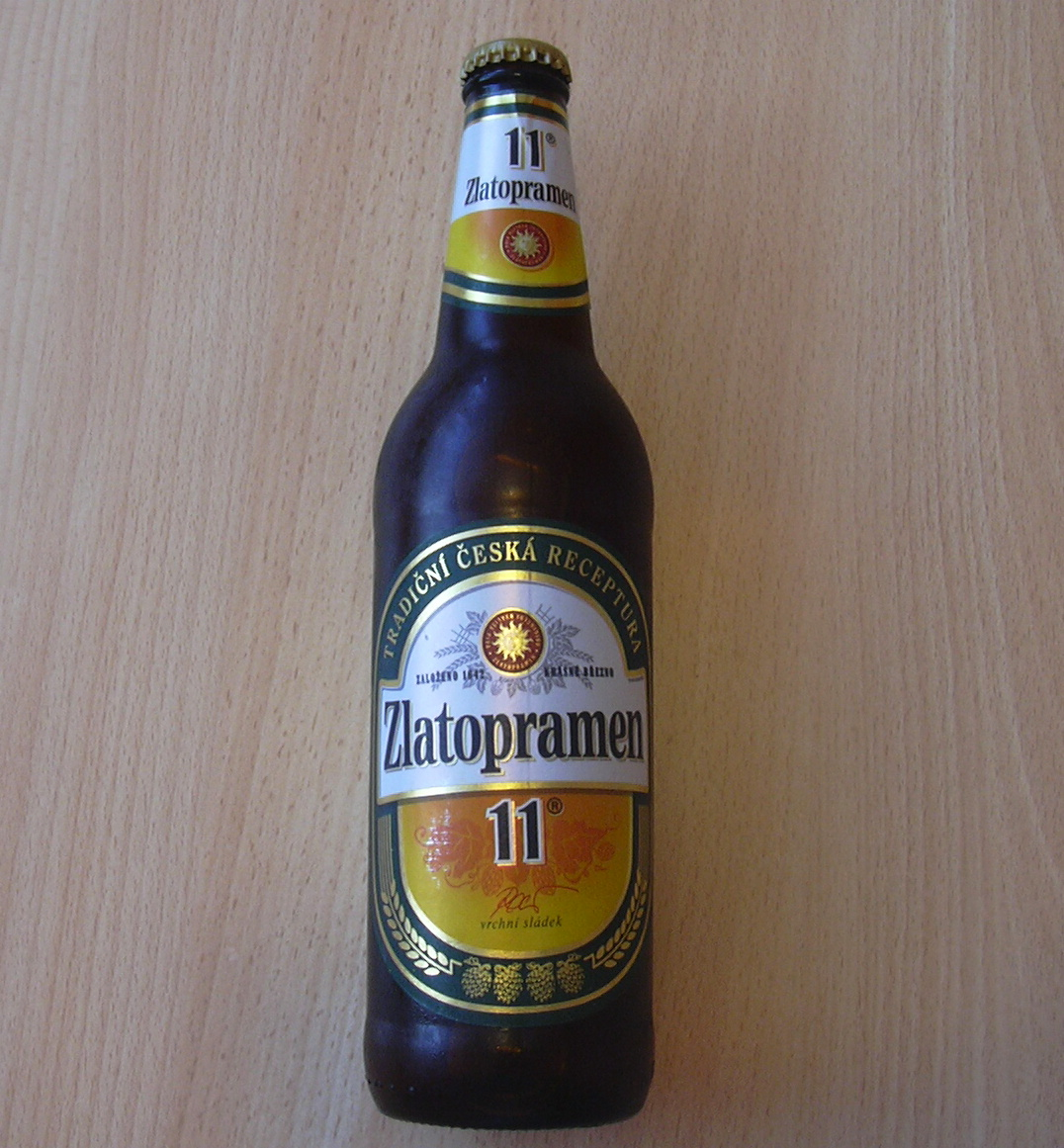
Zlatopramen

Zlatopramen är ett tjeckiskt ölmärke. Det finns särskilt i norra Tjeckien, i Liberec-trakterna. Zlatopramen betyder "Guldkälla". Zlatopramen bryggdes tidigare av Drinks Union som 2008 köptes av Heineken.